# ATAC-seq
ATAC-seq (от англ. Assay for Transposase-Accessible Chromatin using sequencing) — метод для полногеномного оценивания степени открытости хроматина. Метод появился в 2013 году как альтернатива MNase-seq (секвенирование сайтов, доступных для микрококковой нуклеазы), FAIRE-Seq и DNase-seq. По сравнению с DNase-seq и MNase-seq ATAC-seq является более быстрым и чувствительным методом анализа эпигенома.

## Описание
ATAC-seq выявляет открытые участки ДНК в составе хроматина с помощью гиперактивной мутантной формы транспозазы Tn5, которая вставляет адаптеры для секвенирования в открытые участки генома. В то время как транспозазы дикого типа, как правило, обладают невысокой активностью, фермент, использующийся в ATAC-seq, обладает повышенной активностью. В ходе процесса тагментации (англ. tagmentation) транспозаза Tn5 вносит двуцепочечные разрывы в открытые участки генома и вставляет в области разрывов адаптеры для секвенирования. Затем фрагменты ДНК, содержащие адаптеры, очищают, амплифицируют с помощью полимеразной цепной реакции и секвенируются с помощью методов секвенирования нового поколения. На основании прочтений, полученных в результате секвенирования, можно выявить открытые участки хроматина, участки связывания транскрипционных факторов, а также позиции нуклеосом. Чем более открыт хроматин, тем больше прочтений приходится на соответствующий участок генома, причём точность такой оценки достигает значения в один нуклеотид. В отличие от FAIRE-seq, ATAC-seq не требует обработки ультразвуком или экстракции с помощью фенола и хлороформа; в отличие от ChIP-seq, этот метод не требует применения антител, а также разрезания ДНК специальными ферментами, как в случае методов DNase-seq и MNase-seq. Пробоподготовка для ATAC-seq занимает всего лишь около трёх часов.

## Применение
ATAC-seq используют для количественной оценки участков открытого хроматина. Чаще всего этот метод используют в экспериментах по установлению положения нуклеосом, однако с его помощью можно выявлять сайты связывания транскрипционных факторов и сайты метилирования ДНК. С помощью ATAC-seq можно устанавливать местоположение энхансеров, например, в исследованиях эволюции энхансеров или для выявления специфических энхансеров, функционирующих в ходе дифференцировки клеток крови.
ATAC-seq использовали для полногеномного определения участков активного хроматина в клетках разных видов рака человека. С помощью этого метода было показано общее снижение количества открытых участков хроматина при макулодистрофии. ATAC-seq может быть использован для выявления сайтов связывания белков, специфичных для данных клеток, а также транскрипционных факторов со специфической активностью в разных типах клеток.

## ATAC-seq одиночных клеток
Существуют модификации протокола ATAC-seq, предназначенные для анализа хроматина в одиночных клетках. С помощью микрогидродинамических подходов можно выделить отдельные клеточные ядра, и уже на них произвести ATAC-seq. В этом подходе изоляция одиночных клеток происходит до этапа внесения адаптеров для секвенирования в геном. Другой подход, известный как комбинаторная индексация клеток, не требует изоляции одиночных клеток. В этом методе для оценки доступности хроматина в тысячах клеток применяется баркодирование. За один такой эксперимент можно получить эпигеномный профиль для 10000 — 100000 клеток. Однако для комбинаторной индексации клеток требуется дополнительное сложное оборудование и особая форма транспозазы Tn5.
Биоинформатический анализ данных ATAC-seq одиночных клеток основан на построении матрицы, в которой участкам хроматина противопоставляется число пришедшихся на них прочтений. Такие матрицы могут быть очень велики и содержать сотни тысяч участков хроматина, причём ненулевое количество прочтений приходится не более чем на 3 % из них. Подобно стандартному ATAC-seq, ATAC-seq одиночных клеток позволяет выявлять транскрипционные факторы, активные в данной клетке, например, с помощью анализа количества прочтений, пришедшихся на их сайты связывания.